# Meissen porselein

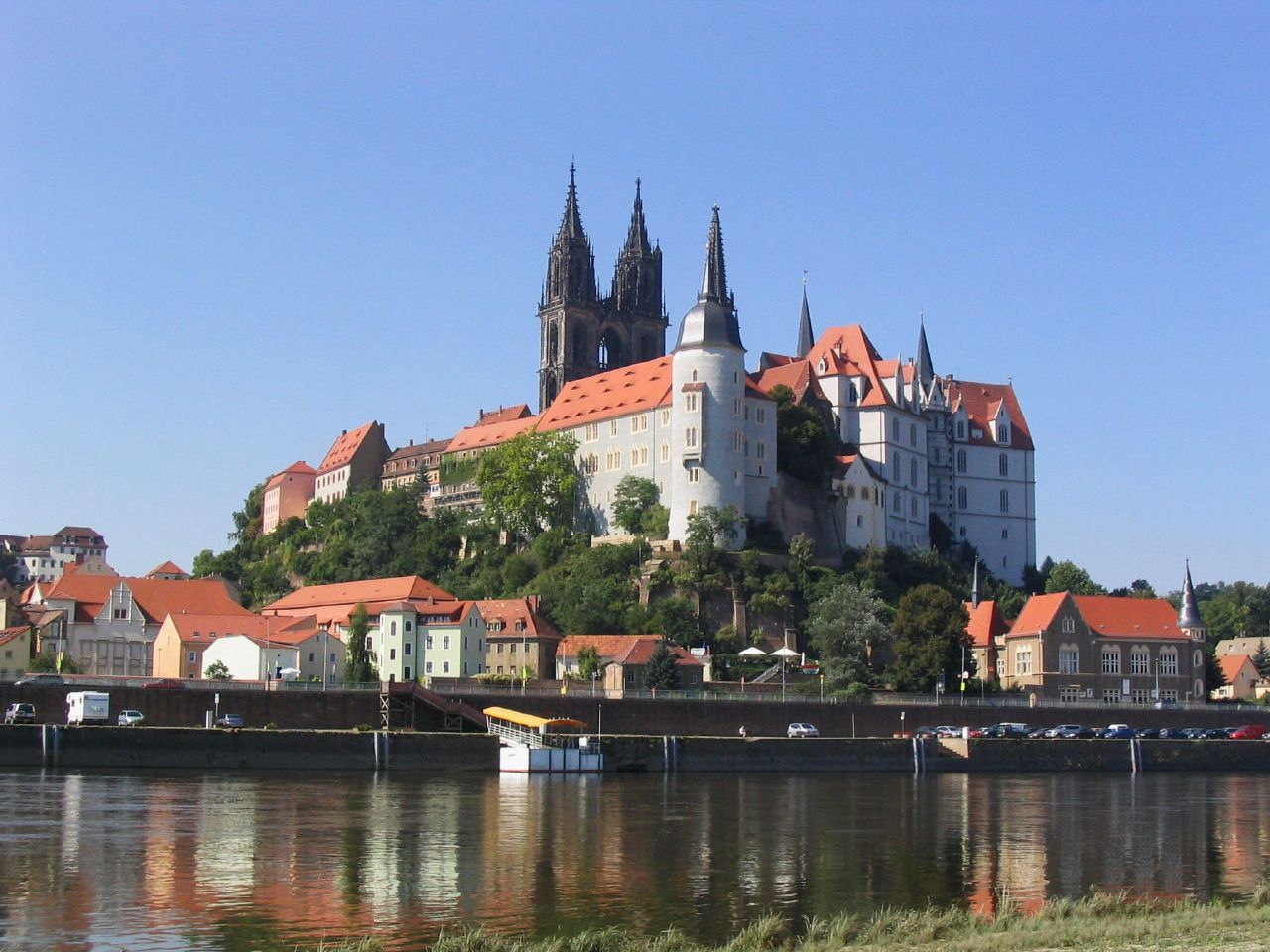
Burchtheuvel met Albrechtsburg en kathedraal

Gefinancierd door August II van Polen (August de Sterke) ontdekte Johann Friedrich Böttger het Meissen porselein, waarna de Meissen porselein manufactuur werd opgericht in 1710, met als eigenaar koning August. De Meissen manufactuur  werd gevestigd in het kasteel Albrechtsburg in de stad Meißen, in de Duitse deelstaat Saksen waar Böttger de eerste directeur werd. De steun van August trok enkele van de beste schilders en modelleurs van Europa naar Meissen.

## De eerste porselein manufactuur in Europa
Meissen porselein was het eerste echte Europese porselein in Europa, in navolging van het Chinese en Japanse porselein. Andere Europese landen wilde ook porselein gaan maken maar het duurde tot 1718 voordat het geheime recept (met Kaolien, veldspaat en kwarts) werd bemachtigt door een pottenbakker uit Wenen in Oostenrijk, dit werd de Weense Porselein Manufactuur (1718-1864). Gedurende de volgende 20 jaar waren dit de enige grote en belangrijke porselein manufacturen in Europa, met als derde de manufactuur van Vincennes in 1740 (werd later de Franse Sèvres Manufactuur). Tegen 1760 waren er een dertigtal porseleinfabrikanten in Europa actief, waarvan de meeste echter zacht porselein (soft paste) op basis van fritten produceerden.

## Producten van het Meissen porselein
Er bestaan meerdere soorten porselein, de belangrijkste Europese porseleinen zijn; hard paste, soft paste en bone china. Het porselein wat Meissen maakt is hard paste (hard porselein). De baktemperatuur van hard paste ligt op 1400 graden. Meissen was leider op het gebied van stilistische vernieuwing, totdat het in de jaren 1760 enigszins werd ingehaald door de nieuwe stijlen die door de Franse fabriek Sèvres werden geïntroduceerd, maar is tot op de dag van vandaag een toonaangevende fabriek gebleven. Tot de ontwikkelingen waarin Meissen een voortrekkersrol speelde, behoren de porseleinen beeldjes en de invoering van Europese decoratieve stijlen ter vervanging van de imitatie van Aziatische decoraties van het eerste porselein.

## Decors op Meissen porselein

### Two Quail
In 1730 werd Meissen porselein met het Two Quail-decor verkocht aan de Japanse adel. Het decor is een op Kakiemon geïnspireerde, asymmetrische decoratie van twee kwartels in een landschap. 

### Ming draak
Het decor van de Ming-draak werd in 1735 geleverd aan het Duitse hof in Dresden en bestond al enkele jaren eerder. Dit decor is geïnspireerd op de Chinese Ming draak. De eerste draken werden in rood weergegeven, later werden er draken in allerlei kleuren aan het palet toegevoegd.

### Duitse bloemen
Vanaf ongeveer 1735 verschenen er gekleurde decors met Duitse bloemen (Deutsche Blumen) op het porselein van Meissen. Het decor bestaat uit een boeketje bloemen met enkele losse bloemen (strooi bloemen) eromheen gestrooid. Dit decor is veelvuldig nagemaakt door andere Europese manufacturen.

### Zwiebelmuster
Het Zwiebelmuster-decor – in het Engels Blue Onion pattern genoemd – is al bijna drie eeuwen in productie. Het werd ontworpen door Höroldt in 1739 en is waarschijnlijk geïnspireerd op een Chinese kom uit de Kangxi-periode. Het decor is zo populair dat het op grote schaal is gekopieerd door meer dan zestig bedrijven; sommige van die concurrenten hebben zelfs het woord Meissen als merkteken gebruikt. Maar het decor werd zo populair en wijdverbreid dat het Duitse Hooggerechtshof in 1926 oordeelde dat de Meissen Zwiebelmuster tot het publieke domein behoorde.

## Merken op Meissen porselein

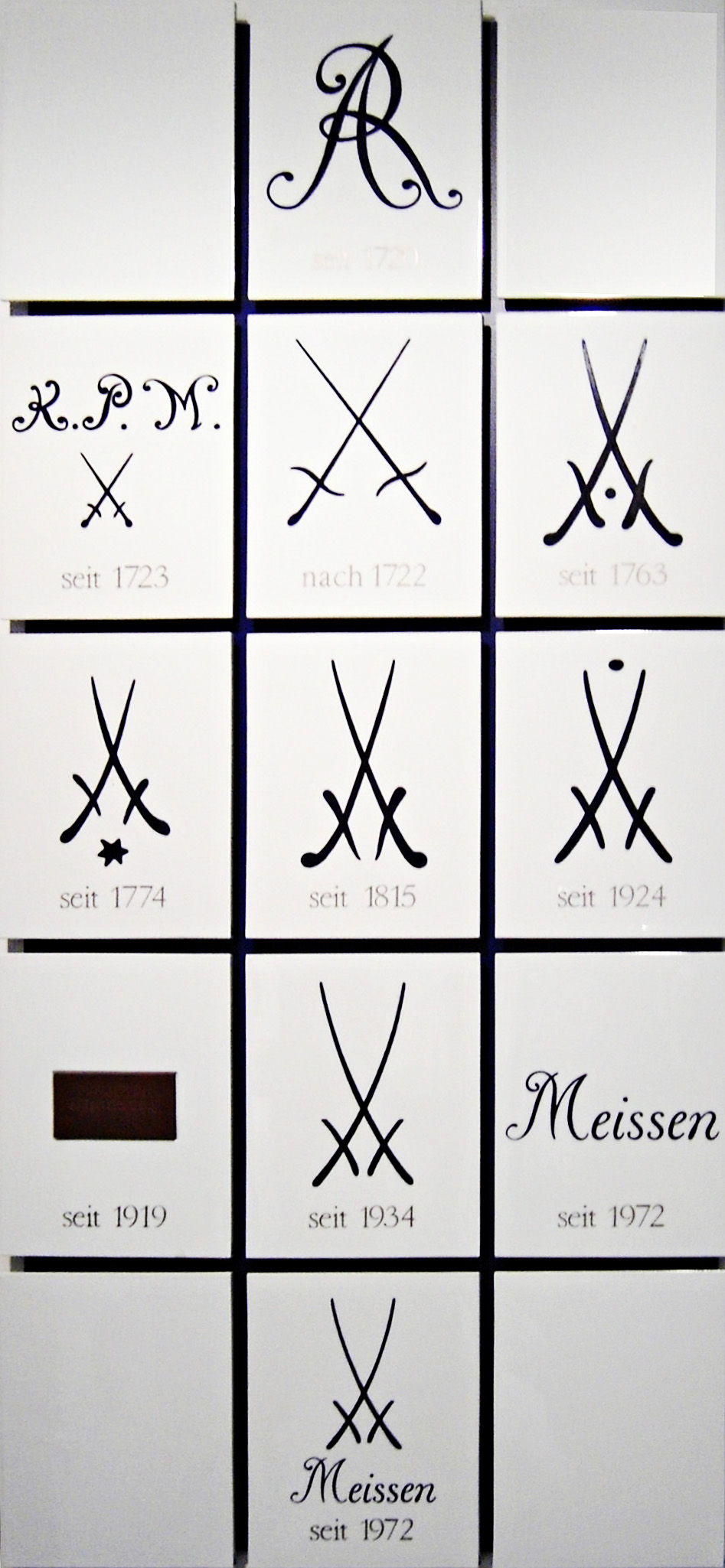
Meissen merken

Om het product te kunnen beschermen plaatste Meissen vanaf 1720 een merk op het product. Meissen ontwikkelde merken die aanvankelijk werden geschilderd op het glazuur, maar al snel werden gemaakt in onderglazuur blauw. Vroege merktekens zoals AR (August Rex, het monogram van de koning), K.P.M. (Königliche Porzellan-Manufaktur), M.P.M. (Meissener Porzellan-Manufaktur), en K.P.F. ("Königliche Porzellan-Fabrik") werden uiteindelijk vervangen door het wereldberoemde logo met de gekruiste zwaarden, gebaseerd op het wapen van de keurvorst van Saksen.

### Hulpmerken

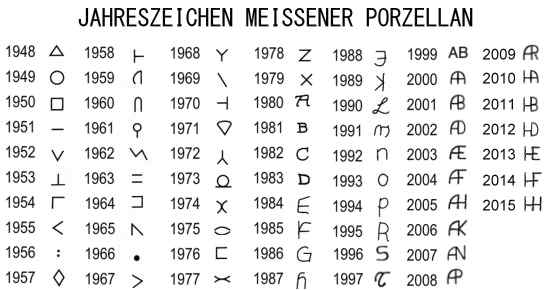
Meissen jaartekenen

Naast het verplichte merk en de merken die bij het zwaardmerk horen, kunnen de volgende hulpmerken op Meissen-porselein voorkomen:
- Jaartekens, in reliëf aangebracht in de bodem van elk stuk sinds 1948; hierdoor kan het fabricagejaar van het witte porselein zonder enige twijfel worden vastgesteld.
- Inventaris merktekens van het type "K.H.C.W." in onderglazuur blauw voor "Königliche Hof-Conditorei Warschau".
- Technische merktekens in reliëf op tafelgerei, zoals die welke worden gebruikt om de grootte van kommen aan te geven.
- Vormnummers op sierporselein.
- Reliëf- en ingekraste merken van draaiers, vormers en reliëfdrukkers.
- Schildersporen op het glazuur en in onderglazuur blauw
- Slijpstreken gebruikt om witgoed of goederen met gebreken te markeren
- Bijzondere merktekens en tekens, d.w.z. gedenk- en inwijdingsmerken.
- Lüsterzeichen. De betekenis van de tekens is nog onduidelijk; enerzijds zijn het waarschijnlijk kunstenaarssignaturen, maar anderzijds zijn het ook bestelcodes, zoals al eens werd aangetoond.

## Grondstof voor het Meissen porselein
Het kaolien die nodig was voor de experimenten in de productie van het Meissen porselein werd aanvankelijk voornamelijk verkregen uit een afzetting in de buurt van Aue. Reeds in 1698 werden hier uitgestrekte kaolienafzettingen ontdekt, die vanaf 1700 werden ontgonnen door de "Weiße St. Andreas Fundgrube" van Hans Schnorr von Carolsfeld. Het kaolien, bekend onder de naam "Schnorr's aarde", was met name nodig voor de verfproductie in de omliggende blauwververijen. In 1708 moesten alle Saksische mijnen, in het kader van experimenten met de productie van porselein, monsters witte klei naar Dresden sturen.
Uit onderzoek bleek de bijzondere geschiktheid van kaolien van de "Weiße St. Andreas Fundgrube" voor de productie van porselein, dat, nadat het de voor het eerst door Böttger gebruikte Colditz-klei had vervangen, uitgroeide tot de enige leverancier van grondstoffen voor de koninklijke porseleinfabriek Meissen, die in 1710 werd gesticht. Strenge veiligheidsvoorschriften golden voor de mijn: Mijnwerkers en karbouwers waren verplicht tot geheimhouding, en buitenstaanders mochten de mijn niet binnengaan of binnenrijden (deze verplichting werd pas in 1838 versoepeld). Bovendien kon het kaolien niet langer worden gebruikt voor de productie van blauwe kleurstof en kon het evenmin worden uitgevoerd.

## Verzamelingen Meissen porselein

### August Rex
De belangrijkste collectie historisch Meissen-porselein is ondergebracht in het Zwinger Museum in Dresden, Duitsland. De kern ervan gaat terug tot de verzameling Oost-Aziatisch en Saksisch porselein die rond 1715 door August de Sterke werd begonnen en die in slechts ongeveer twee decennia uitgroeide tot de grootste in Europa. De porseleinverzameling van ongeveer 20.000 voorwerpen behoort tot de Kunstverzamelingen van de deelstaat Dresden.

### Paleis Lustheim
Na Dresden wordt de omvangrijkste en belangrijkste bijzondere verzameling tentoongesteld in Schloss Lustheim bij München. De verzameling bevat meer dan 2.000 exquise porseleinen voorwerpen en biedt een inzicht in de indrukwekkende diversiteit van de producten van de Meissener fabriek.

### Rijksmuseum
Met ruim 1400 objecten herbergt het Rijksmuseum in Amsterdam, Nederland de belangrijkste collectie Meissen-porselein buiten Duitsland.

## Website
- Homepage Meissen.
- Das Bayerische Nationalmuseum.

## Film over het Meissen porselein
- 300 Jahre Porzellan aus Meißen. Documentaire Film, Duitsland, 2010, 4:45 Min., Productie: Deutsche Welle (DW), online-Video.
- Das Geheimnis des weißen Goldes. Documentaire Film, Duitsland, 2000, 42:30 Min., Productie: ZDF, Inhoudsopgave online-Video.

## Galerij

Scenes in cartouches, ca. 1725, Hallwyl Museum
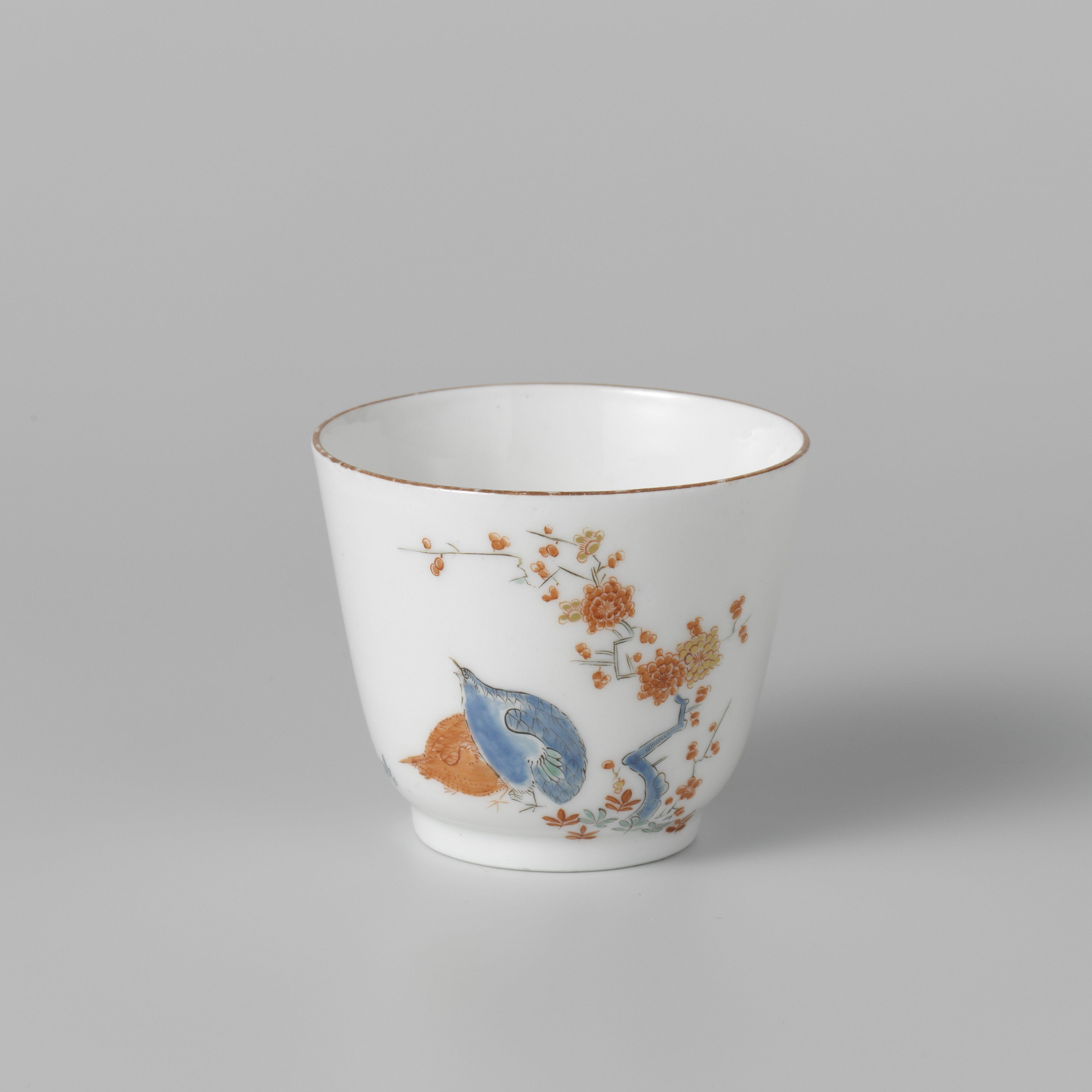
Two Quail pattern, Kakiemon style, ca. 1730, Rijksmuseum
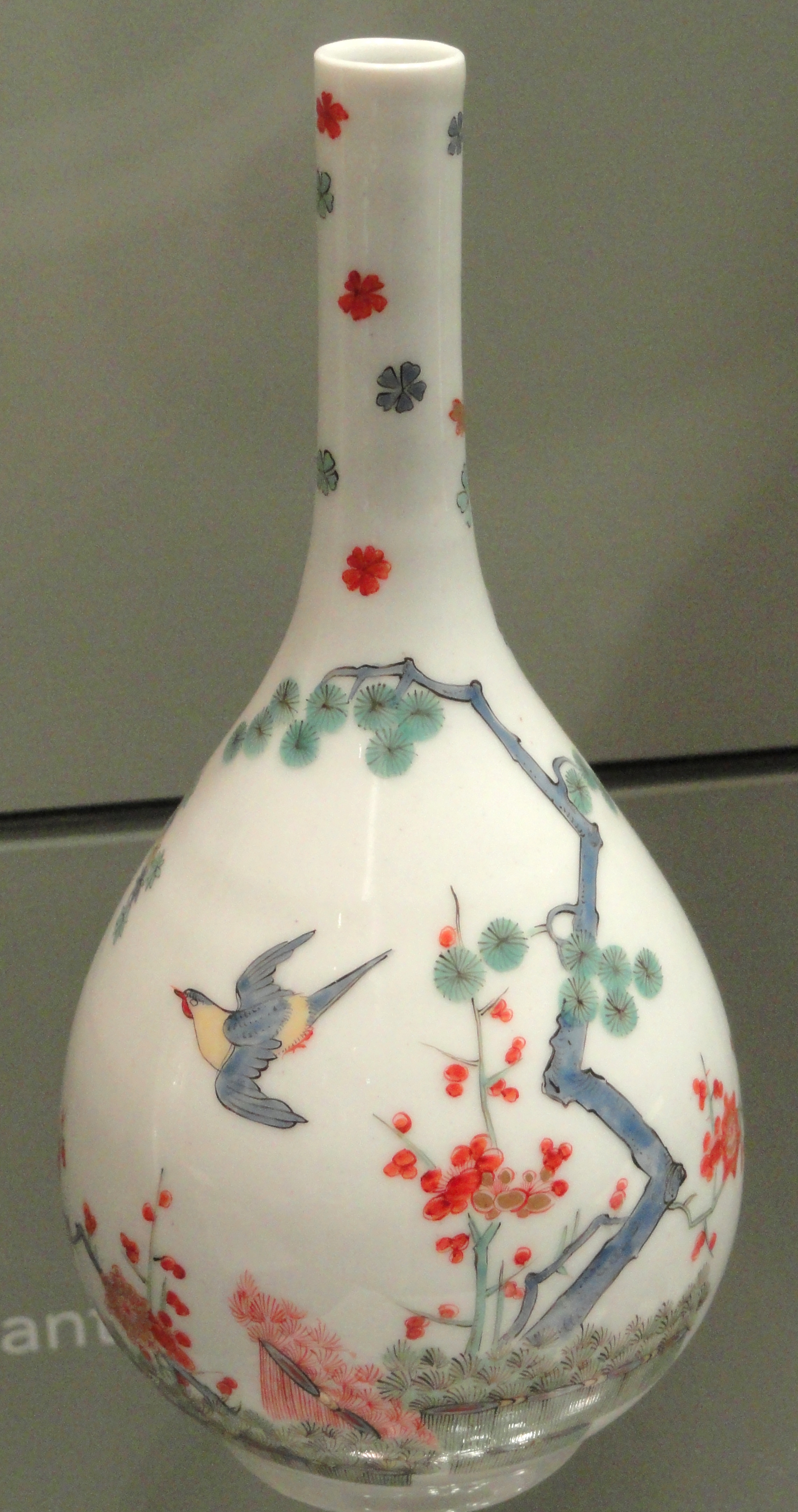
Vogel, pijnboom, prunus, Kakiemon style, ca. 1730, Gardiner Museum
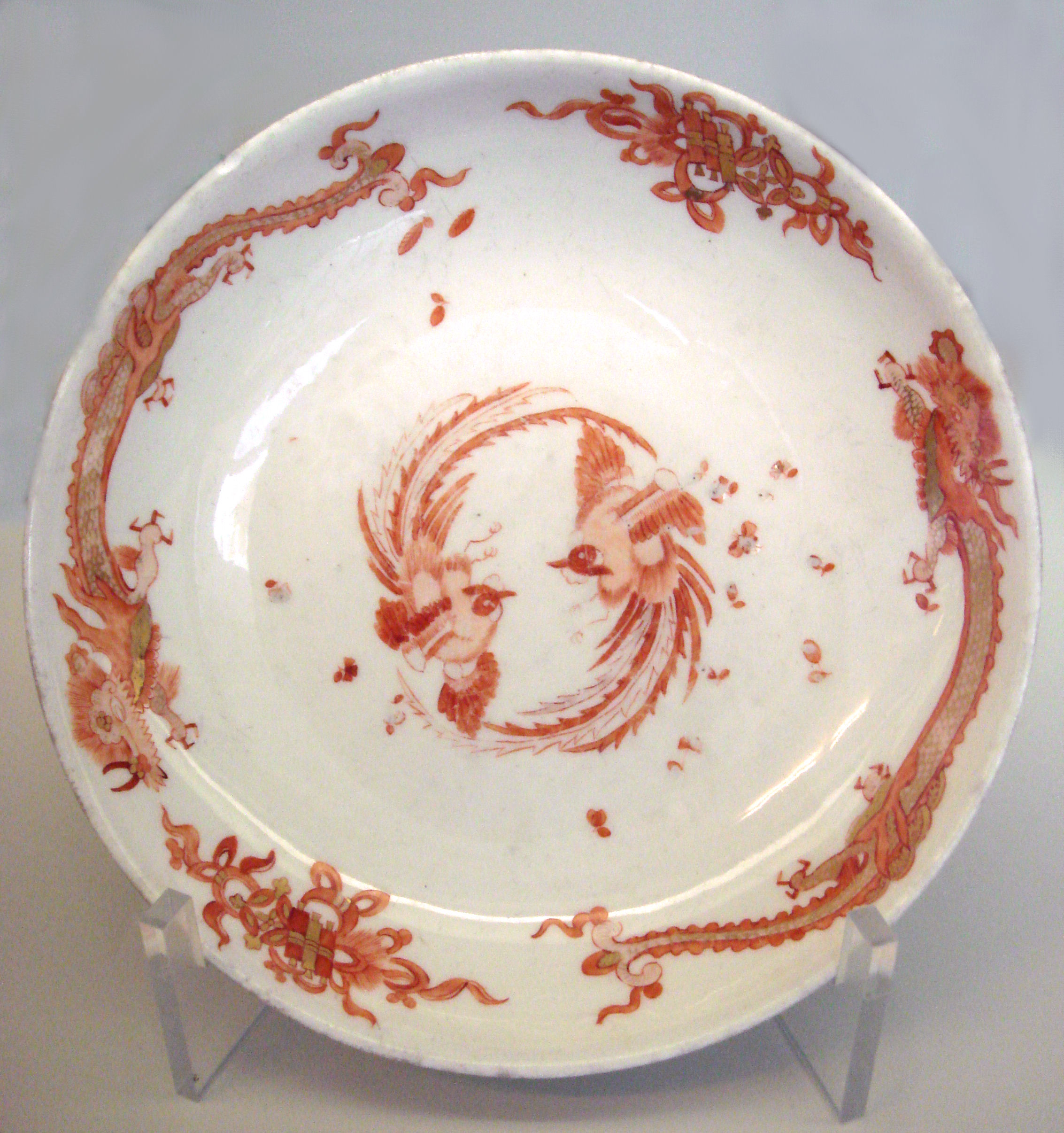
Chinese draken, 1734, Museu de Artes Decorativas, Paris
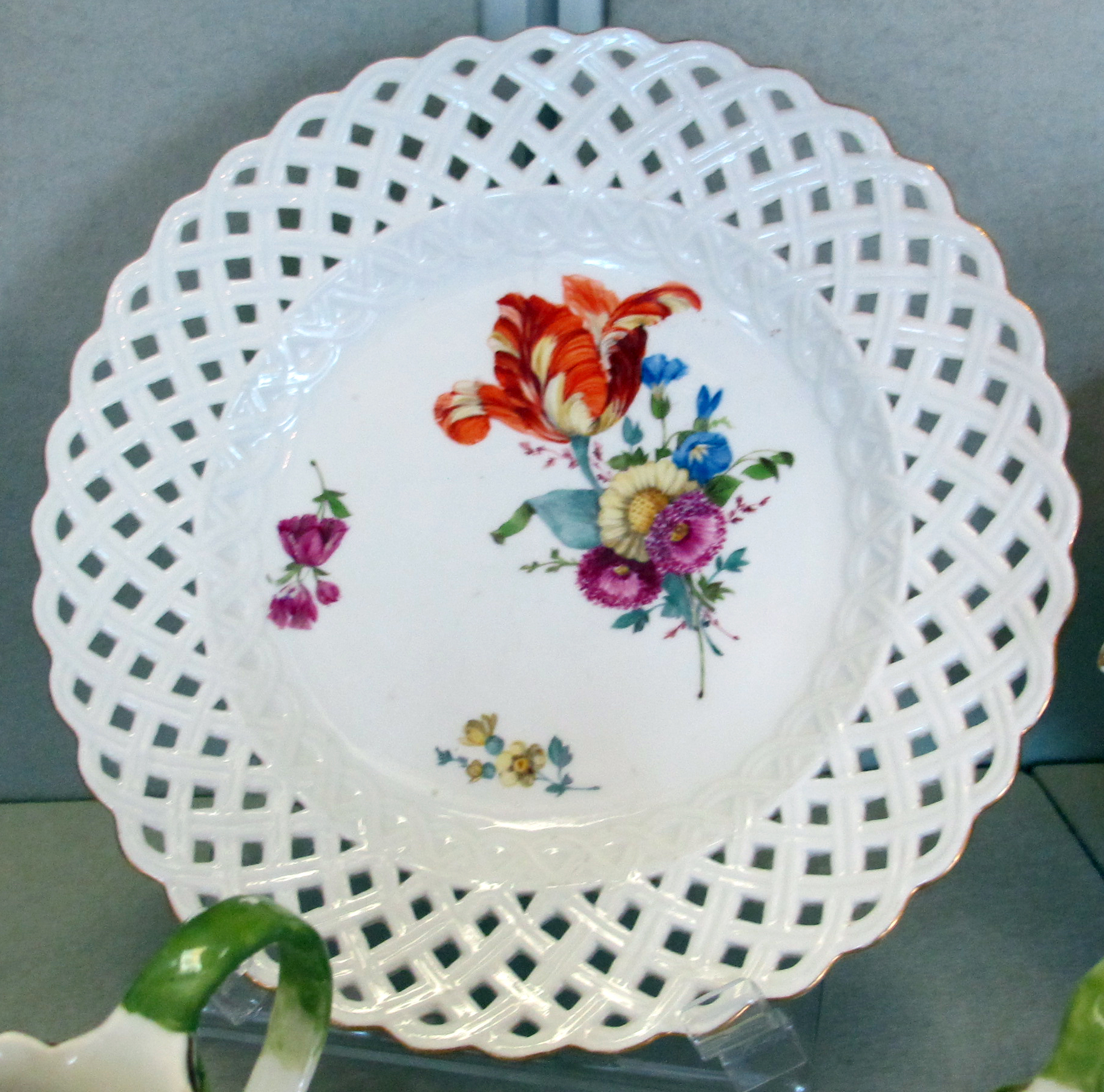
Duitse bloemen ca. 1735-1775
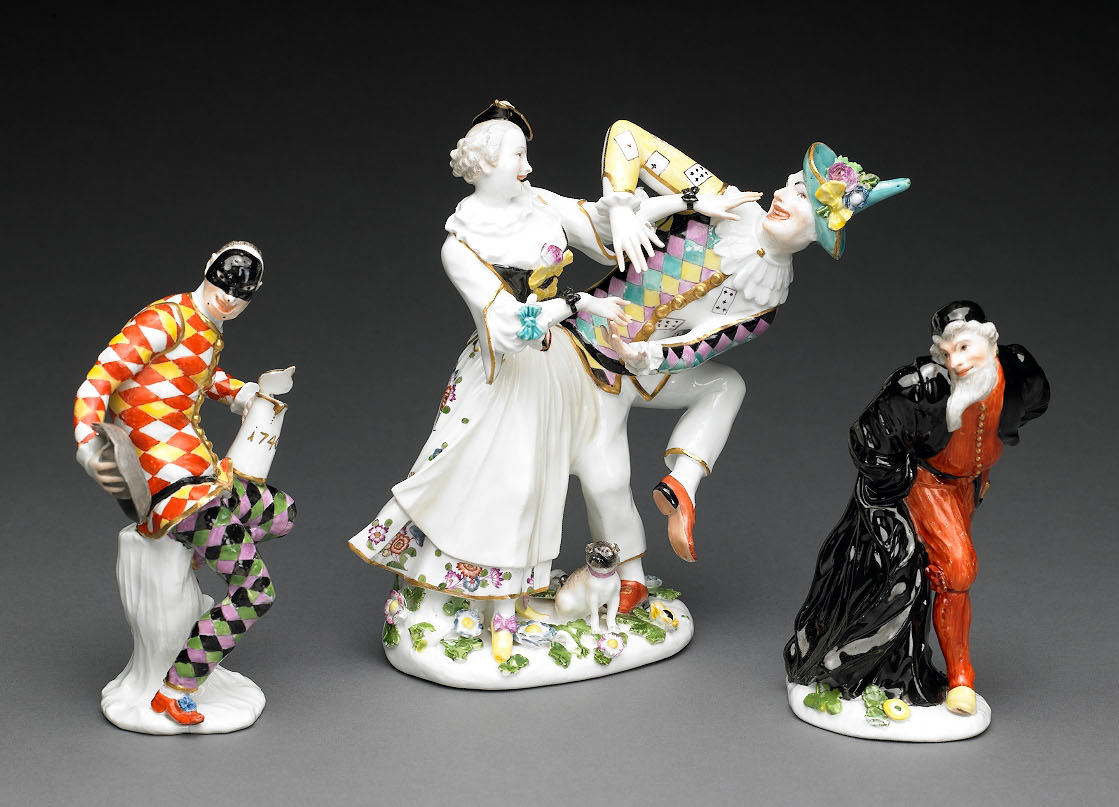
Commedia dell'arte figuren, ca. 1735-1744, gemodelleerd door Johann Joachim Kändler
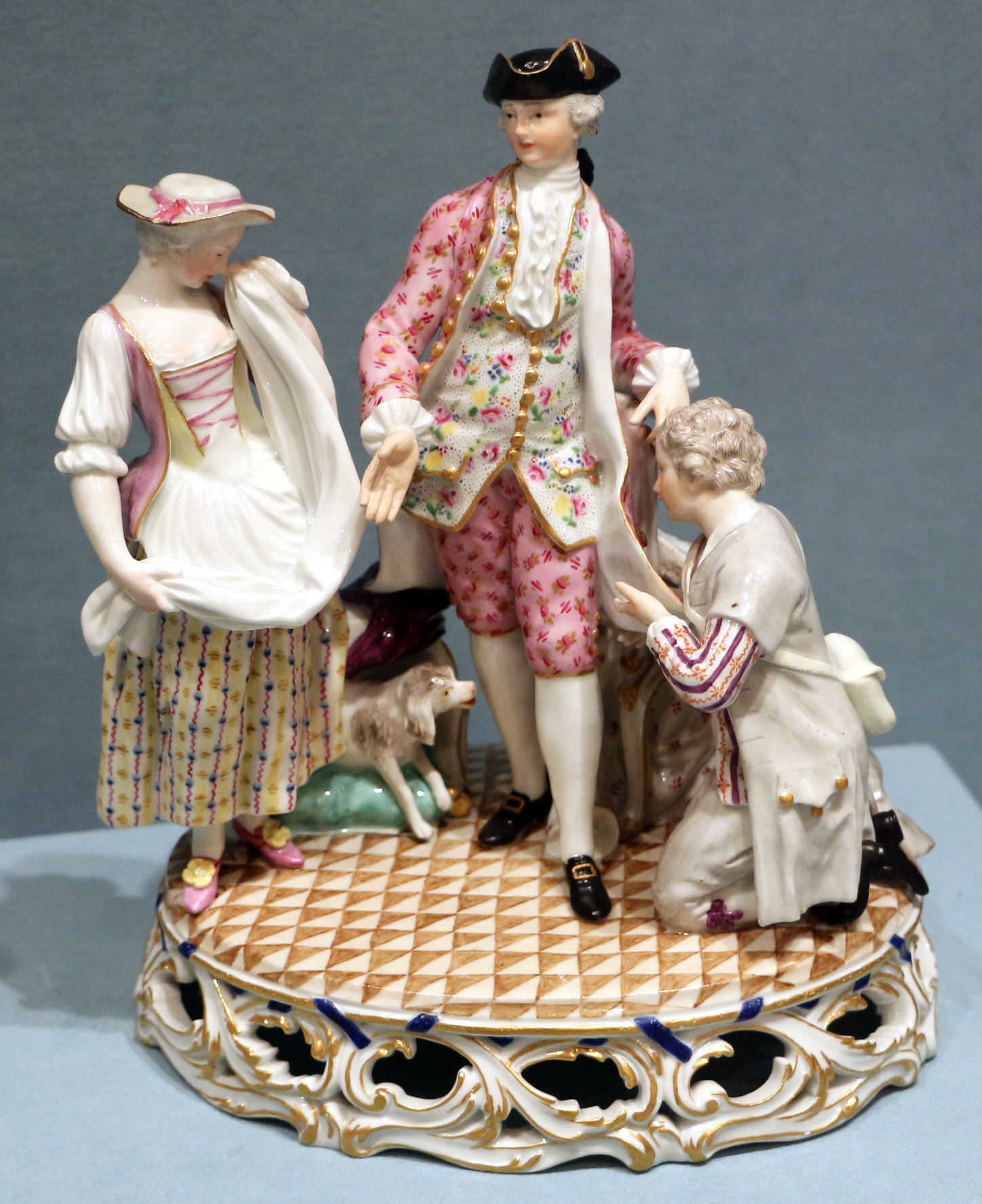
Figuren, ca. 1738, Indianapolis Museum of Art, USA
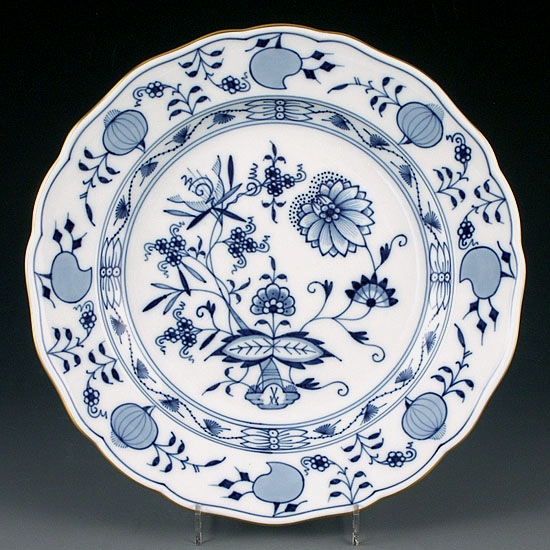
Zwiebelmuster vanaf 1739
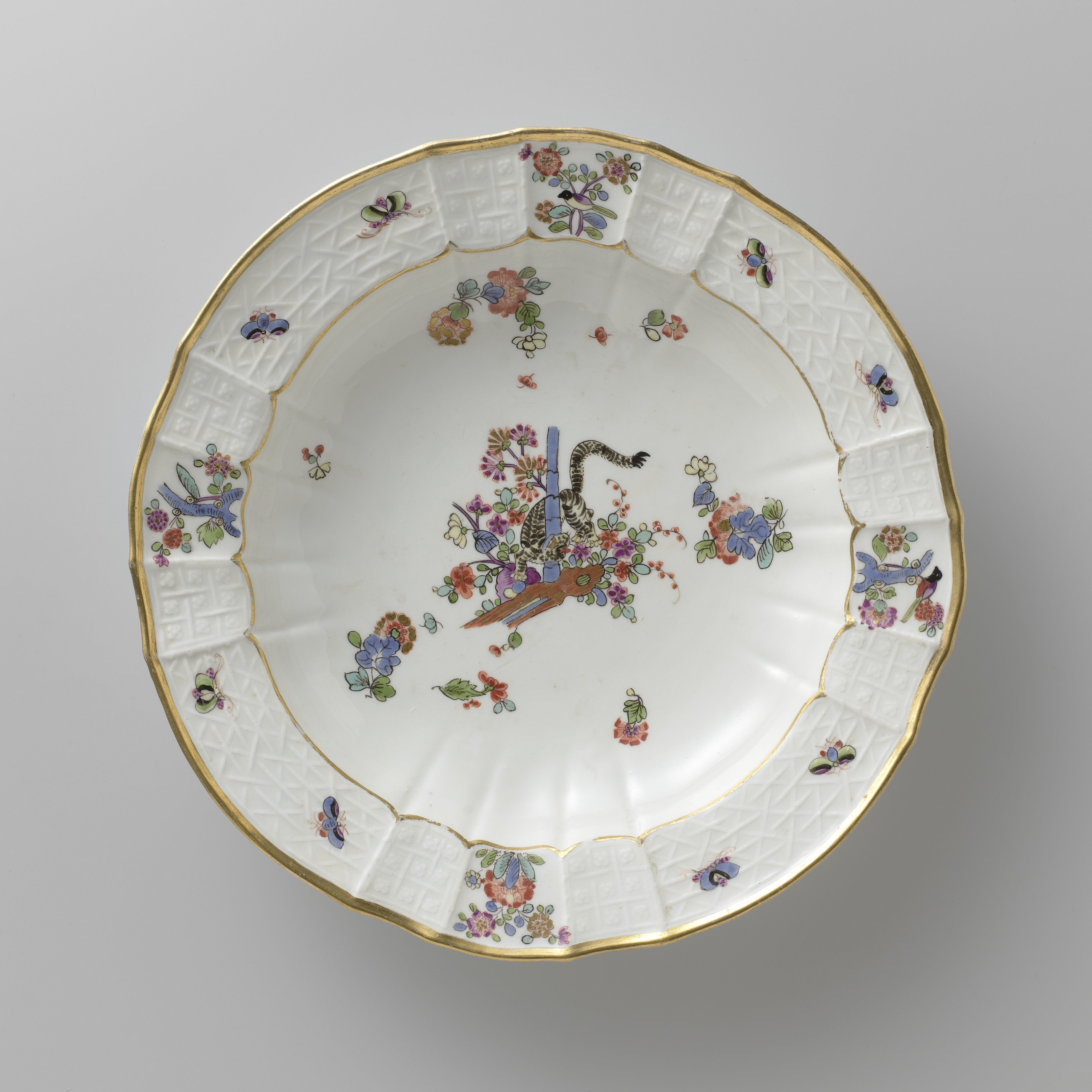
Tijger, bloemen, ca. 1740-1745, Rijksmuseum, Amsterdam
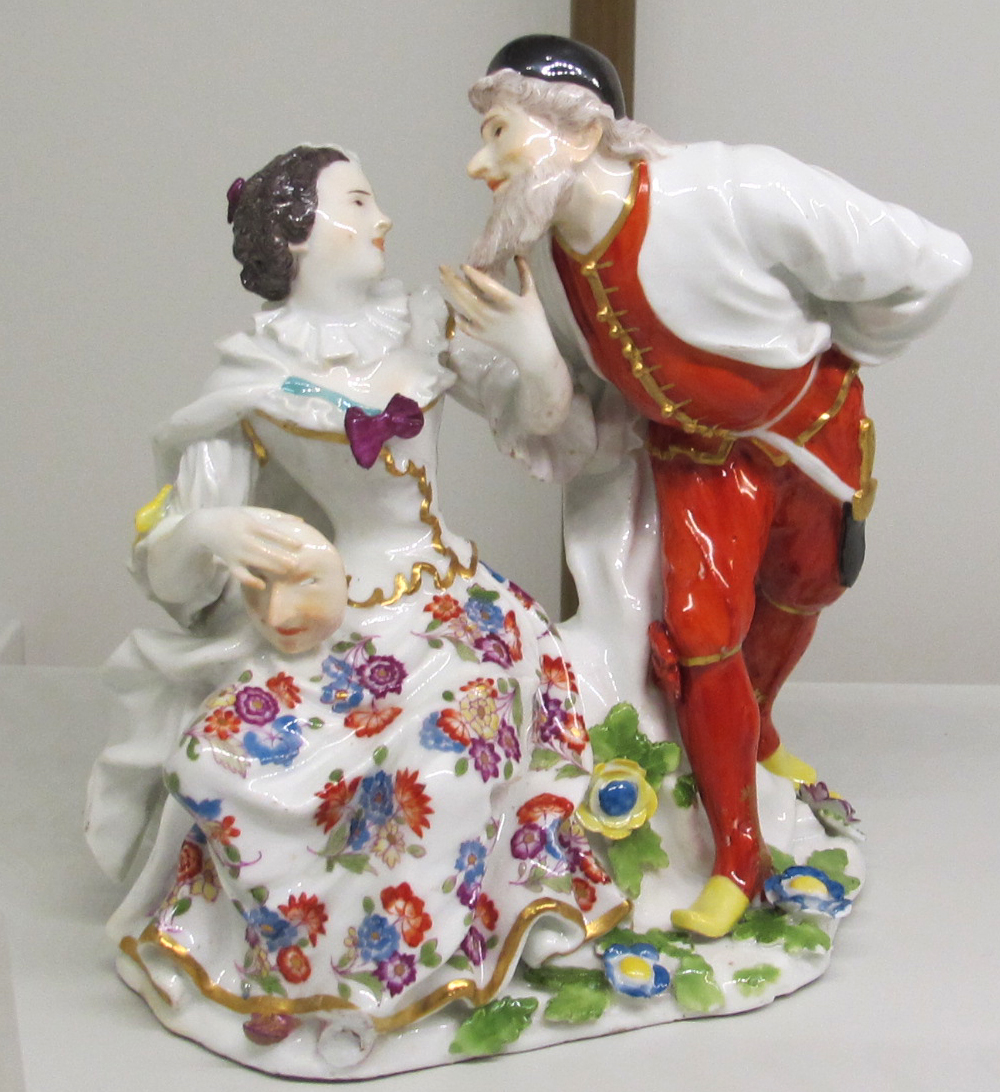
Figuren 1741
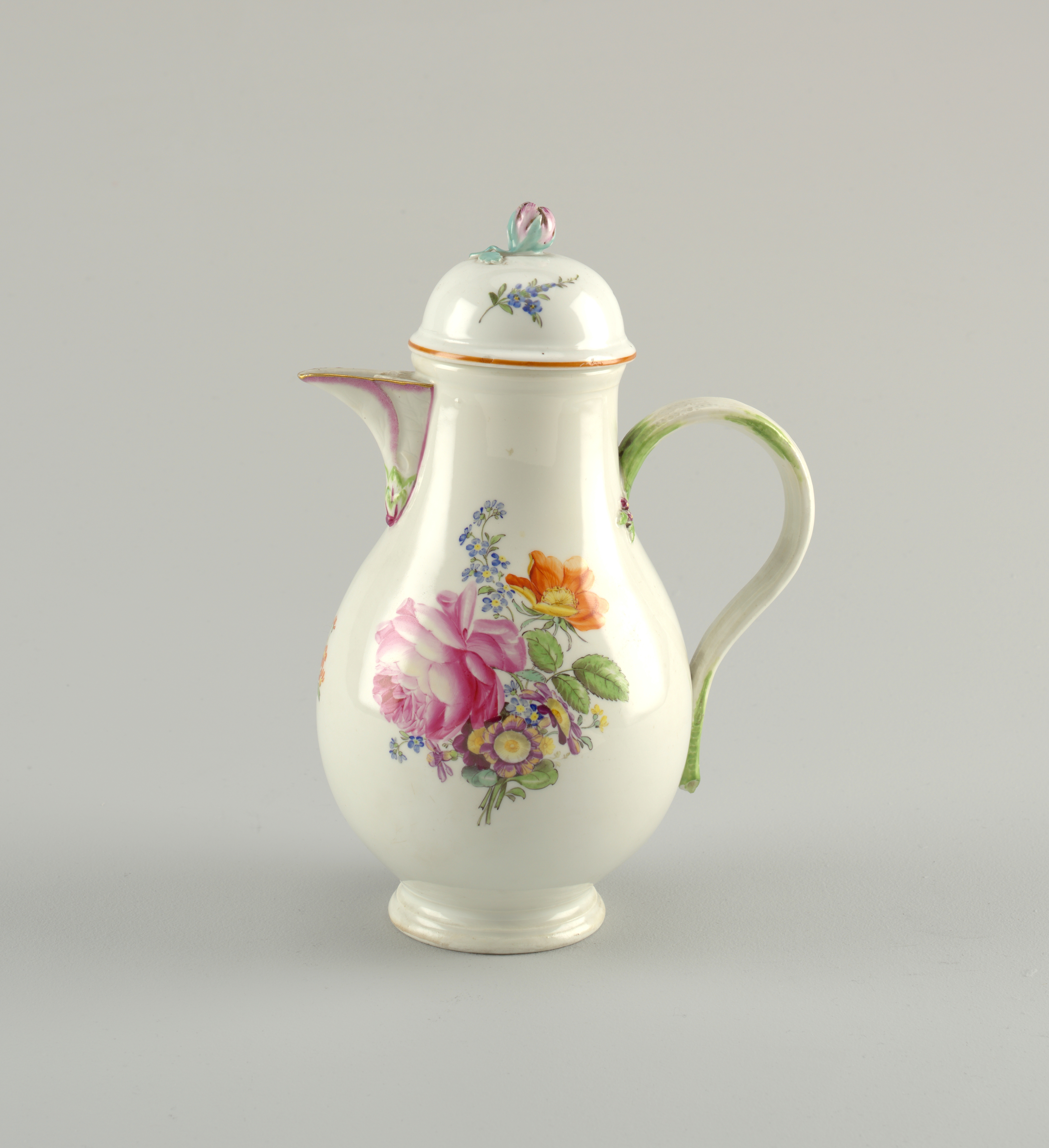
Boeket Duitse bloemen, ca. 1745
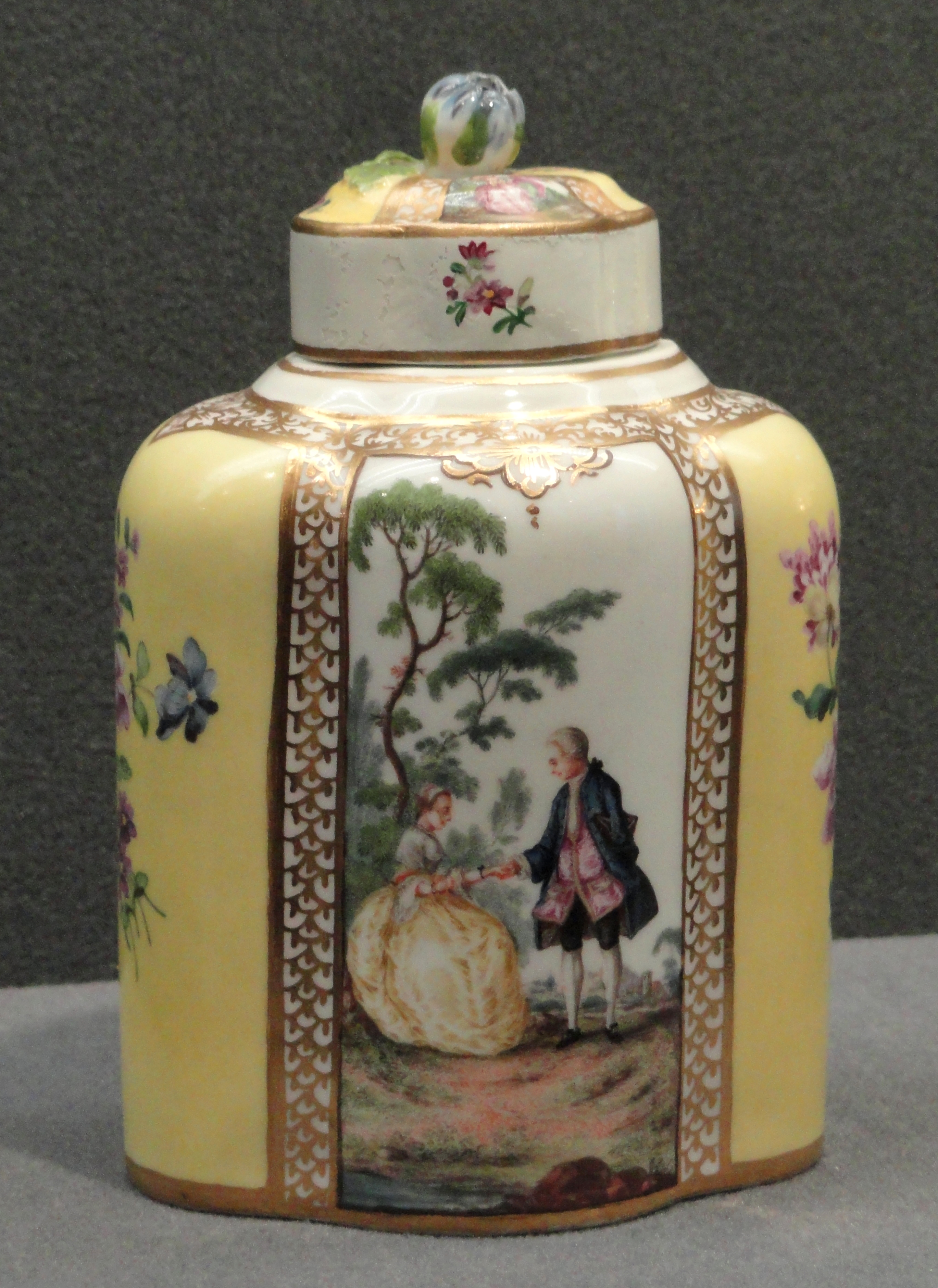
Figuraal decor ca. 1745
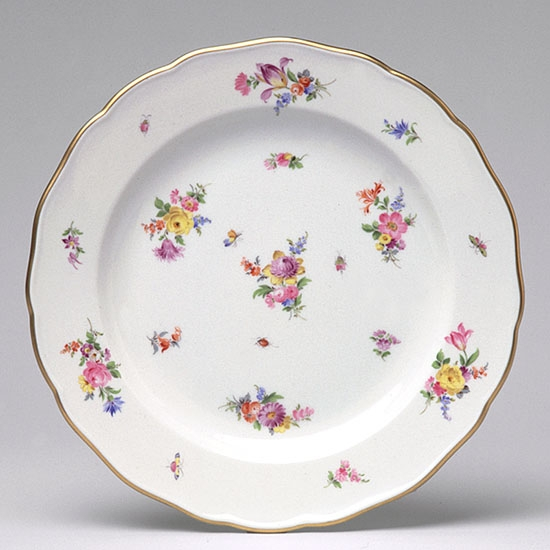
Duitse bloemen / strooibloemen, ca. 1750
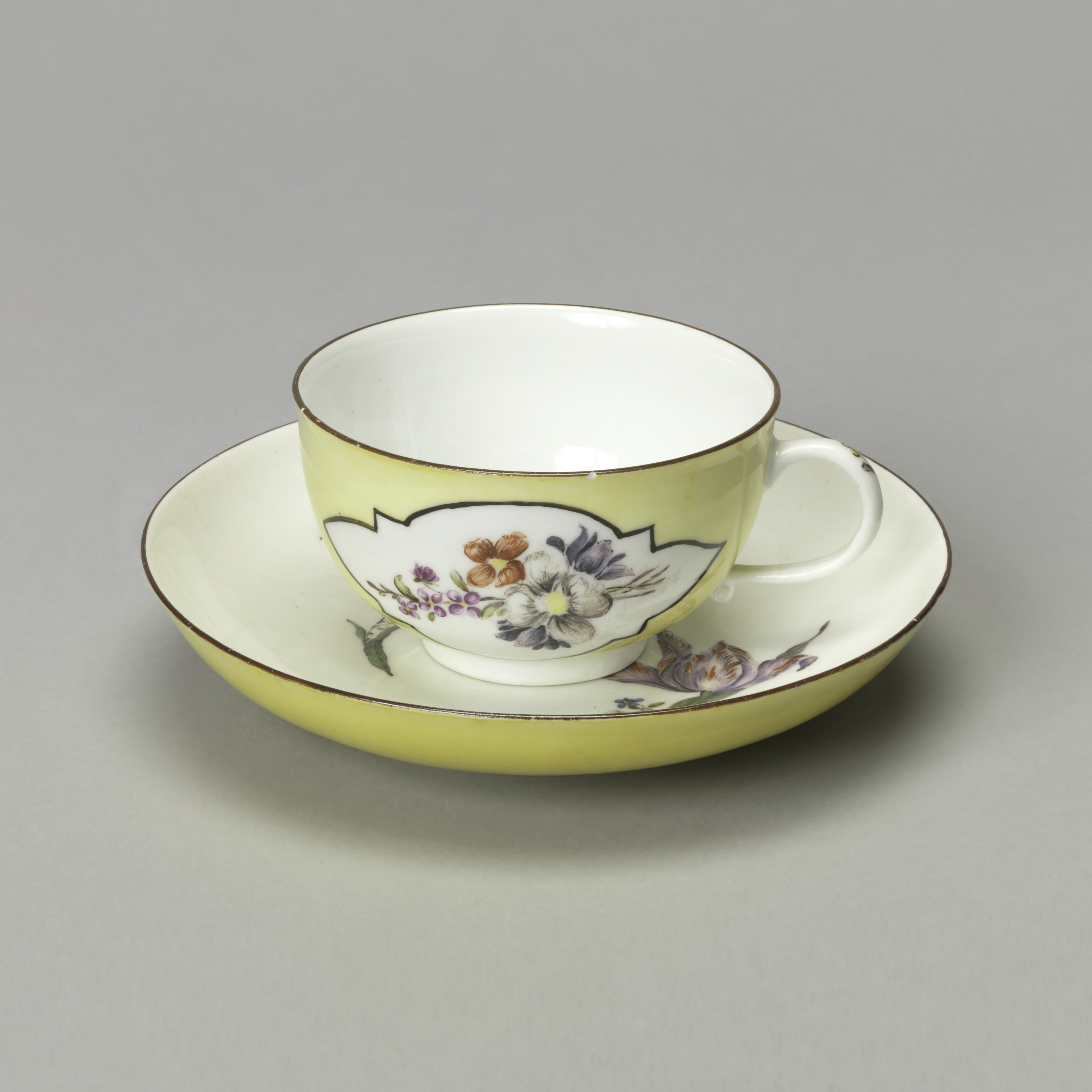
Bloemen met gele ondergrond, ca. 1770

- Library of Congress Control Number: sh85083347
- Nationale Bibliotheek van Tsjechië: ph217763
- Nationale Bibliotheek van Israël: 987007563008005171
- Trove: 1261667